# Libertador General San Martín
Libertador General San Martín (anteriorment, Ledesma) és la ciutat capçalera del departament de Ledesma, a la província argentina de Jujuy.
Situada a 106 km de San Salvador de Jujuy, és la porta d'entrada al Parc Nacional Calilegua, i és centre logístic d'abastiment per a la Ruta Nacional Núm. 34.

## Història
Les primeres notícies d'aquesta regió es remunten a l'any 1623, quan el Tinent de Governador de Jujuy Don Martín Ledesma Valderrama va preparar la seva expedició a l'interior del gran Chaco Gualampa, tot organitzant una columna de cent espanyols als quals s'hi sumà una quantitat no coneguda d'indis domèstics traductors i coneixedors de la regió. Va fundar un fort a mijans de 1625, que es va mantenir almenys fins a finals de 1630, o fins i tot fins al 1632, tot i que fou atacat pels indis que habitaven la regió.
Gregorio de Zegada inicià la fabricació de sucre el 1778 a la seva hisenda de Calilegua, tot aprofitant les condicions climàtiques aptes per al desenvolupament de la canya de sucre. El cultiu de la canya de sucre ja figura el 1836 a l'arxiu de la Província.
El 28 de desembre de 1899 fou fundat, per llei del govern de la Província de Jujuy, el poble de Ledesma, sobre una zona donada pels propietaris de l'Ingeni Ledesma. Dos anys després d'aquella fundació es feu el traçat i la subdivisió de les vuit illes de cases que rodejaven la plaça.
El 1906 hi arribà el ferrocarril, que va permetre iniciar un auge econòmic que es va enfortir encara més amb l'arribada dels primers immigrants libanesos i siris.
L'any 1950 el poble adoptà l'actual denominació: Libertador General San Martín. En l'actualitat, hi ha una sèrie de centres turístics importants i uns altres en desenvolupament.

## Clima
A l'estiu hi ha altes temperatures, originades pel desplaçament de l'anticlinal Atlàntic proper a les costes del Brasil, i als vents càlids i humits que des d'allà penetren des del nord-oest fins a les serres subandines, bolcant en el territori tota la humitat. Les pluges estivals provoquen humitat, i donen a la regió del Ramal jujeny temperatures màximes de 45 a 49 °C sense disminució des del començament de l'estiu i fins ben avançada la primavera. L'hivern, molt curt, es caracteritza per ser sec i agradable, i les gelades molt poc freqüents. La vegetació reté la humitat de l'estiu, per la qual cosa s'originen bromes i boires en l'època més freda.

## Població
Segons dades del cens de l'INDEC, la ciutat de Libertador tenia 43.725 habitants l'any 2001.